# サードウェーブコーヒー

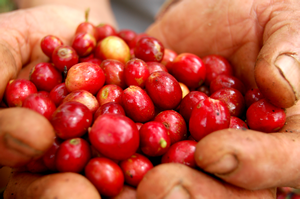
サードウェーブコーヒーではコーヒー豆を職人の素材と捉え、その風味を一杯のコーヒーに落とし込む方法を模索する。

サードウェーブコーヒーまたはコーヒー第3の波（英語: third wave of coffee）は、アメリカ合衆国におけるコーヒーブームの第三の潮流である。

## 解説
19世紀後半から1960年代における、インスタントコーヒーなどの普及により急速に家庭に広まったファーストウェーブ、1960年代から2000年頃にかけてのスターバックスなどのシアトル系コーヒーに代表されるコーヒーの風味を重視するセカンドウェーブに次ぐ、コーヒー本来の価値を重視する第3のコーヒーの流行を指す。コーヒーを単なる生活必需品として捉えるのではなく、ワインのような芸術性を兼ね備えた高品質な食品として提供することを特徴とし、コーヒーの栽培管理、収穫、生産処理、選別そして品質管理に至る全ての工程において品質管理が適正に行われており、欠点豆の混入が非常に少ない。個性を持った商品に人気が集まるといった点で、地ビールと類似した特色を持つ。
サードウェーブコーヒーは、ワインや茶、チョコレートのような他の食用植物のように、消費者が風味、品種、産地の素晴らしい特性を理解できるよう、適切な焙煎、抽出がなされることが求められる。サードウェーブコーヒーの大きな特色としては、直輸入のコーヒー、高品質なコーヒー豆、シングルオリジンコーヒー、浅煎りの豆、ラテ・アートにある。サードウェーブコーヒーの流行と関連して、コーヒーサイフォンや、ケメックスコーヒーメーカー、HARIOなどのコーヒーサーバーといったコーヒー器具が見直される動きもある。
「サードウェーブ」の用語は2002年からアメリカ合衆国で使用され始めた用語で1990年代に流行の兆しが見え始め、現在まで続いている現象であるが、その起源は1960年代、1970年代、1980年代にも求めることができる。カナダ、オーストラリア、ニュージーランド、スカンディナビア諸国にも同様の流行が存在する。
日本においては、2015年にサードウェーブコーヒーの発祥とされるブルーボトルコーヒー・カンパニーが再上陸するなど、コーヒーブームの到来とともに2013年以降用語の使用が増加、受容されている。ただ日本においては元々独自の喫茶店文化があり、特に「純喫茶」を名乗る店を中心に、サードウェーブコーヒーの考え方に近いコーヒーを提供する店が古くから存在していた他、1970年代にはコーヒー専門店ブームが起こり、1杯ずつ丁寧に入れたコーヒーが流行した。このため、「むしろ『昭和回帰』」と評する向きもある。
より広義には、サードウェーブコーヒーはスペシャルティ・コーヒーの一部であると見ることもできる。

## 歴史
サードウェーブコーヒーについての最初の言及は、レッキンボールコーヒーのトリシュ・ロスギブが2002年11月にアメリカ・スペシャルティ・コーヒー協会の広報誌『Flamekeeper』に寄稿した記事である。さらにMurky Coffeeのニコラス・チョーもオンライン記事で度々言及しており、2005年3月にはナショナル・パブリック・ラジオの番組All Things Consideredでインタビューに応じている。より最近では、ニューヨーク・タイムズ、LAウィークリー、ロサンゼルス・タイムズ、ラ・オピニオン、ガーディアンにおいて特集記事が掲載されている。

## 主なブランド
- ブルーボトルコーヒー・カンパニー
- フォーバレルコーヒー
- スタンプタウン・コーヒー・ロースターズ[18]

## 脚註
1. 1 2  「サードウェーブ」はコーヒーだけではない日経テクノロジー 2015年8月20日
2. ↑  コーヒーの「サードウエーブ」　人気の背景に認証豆日本経済新聞 2015/11/30
3. 1 2  大手飲食も参入!「サードウェーブコーヒー」って何だ? - 日経トレンディ・2013年4月10日
4. ↑  『東商新聞 Biz Extra』2017年10月20日号
5. ↑  Trish R Skeie (Spring 2003). “Norway and Coffee”. The Flamekeeper. 2003年10月11日時点のオリジナルよりアーカイブ。2010年1月1日閲覧。
6. ↑  Nicholas Cho (2005年4月1日). “The BGA and the Third Wave”. CoffeeGeek. 2010年1月1日閲覧。
7. ↑  Stuart Cohen (2005年3月10日). “Coffee Barista Preps for National Competition”. NPR
8. ↑  Hannah Wallace (2008年5月29日). “Do I Detect a Hint of ... Joe?”. The New York Times
9. ↑  Gregory Dicum (2008年3月9日). “Los Angeles: Intelligentsia”. The New York Times
10. ↑  Ted Botha (2008年10月24日). “Bean Town”. The New York Times
11. ↑  Jonathan Gold (2008年3月12日). “La Mill: The Latest Buzz”. LA Weekly
12. ↑  Jonathan Gold (2008年12月31日). “The 10 Best Dishes of 2008”. LA Weekly
13. ↑  Jonathan Gold (2008年8月20日). “Tierra Mia Explores Coffee for the Latino Palate”. LA Weekly
14. ↑  Amy Scattergood (2006年10月25日). “Artisans of the roast”. Los Angeles Times
15. ↑  Cyndia Zwahlen (2008年9月15日). “Coffeehouse Serves the Latino Community”. Los Angeles Times
16. ↑  Yolanda Arenales (2008年9月7日). “Cafe Gourmet Pese La Crisis” (Spanish). La Opinion
17. ↑  Stuart Jeffries (2009年3月16日). “It’s the third wave of coffee!”. The Guardian
18. ↑  “「サードウェーブコーヒー」とは結局何のことなのか？そして今後の行く末は”. 2020年7月14日閲覧。